# ريتشي كولينز
ريتشي كولينز (بالإنجليزية: Richie Collins)‏ هو لاعب اتحاد الرغبي بريطاني، ولد في 2 مارس 1962 في كارديف في المملكة المتحدة.

## وصلات خارجية
- ريتشي كولينز عل موقع إسبنسكروم (الإنجليزية)
- ريتشي كولينز على موقع ItsRugby.co.uk (الإنجليزية)